# Enio Figueiredo
Enio Figueiredo (Rio de Janeiro, 1946 - Rio de Janeiro, 12 de agosto de 2014) foi um técnico de voleibol brasileiro. Também comandou a Seleção Peruana de Voleibol Feminino.

## Carreira
Enio começou a carreira esportiva no vôlei em 1962, defendendo a equipe juvenil do Flamengo. Foram nove anos como atleta (até 1971) e 25 como treinador.
Como técnico de vôlei, Enio conquistou títulos importantes com o Flamengo (35 campeonatos entre 1972 e 1980, da categoria mirim à adulta), Atlético Mineiro, Supergasbrás, equipes da Itália e BCN/Osasco, além da Seleção Brasileira Feminina. Com a equipe nacional, Enio participou das principais competições do mundo, como Jogos Olímpicos, Pan-Americanos, Sul-Americanos, Universíada, entre outras.
Em maio de 2007, foi contratado pela Federação Peruana de Vôlei, como diretor técnico da seleção feminina, participando da Copa Pan-Americana no México, dos Jogos Pan-Americanos no Rio de Janeiro e na Copa Sul-Americana no Chile, ocupando o 2º lugar e classificando para a Copa do Mundo em Tokyo no Japão.
Antes de falecer está implantando um projeto social esportivo em Bangu, no Clube Casino Bangu, pretendendo abranger toda a zona oeste do Rio de Janeiro.
Enio Figueiredo faleceu no dia 12 de agosto de 2014 vítima de complicações cardíacas.